# گورستان زرگر چشمه
گورستان زرگر چشمه مربوط به اواخر هزاره دوم قبل از میلاد - عصر آهن دو است و در شهرستان سیاهکل، بخش دیلمان، دهستان پیر کوه، ۳ کیلومتری جنوب شرقی کمنی واقع شده و این اثر در تاریخ ۷ اسفند ۱۳۸۶ با شمارهٔ ثبت ۲۱۵۴۶ به‌عنوان یکی از آثار ملی ایران به ثبت رسیده‌است.